# Vârvoru de Jos
Vârvoru de Jos là một xã thuộc hạt Dolj, România. Dân số thời điểm năm 2002 là 3384 người.